# Listă de companii din Rusia
Aceasta este o listă de companii din Rusia.

## A
- Aeroflot (aviație)
- Alfa Group
- Altimo
- Almaz-Antey
- Alrosa
- AvtoGAZ (automobile)

## B
- Berăria Baltika
- Beeline (telecomunicații)

## C
- Comstar
- Center Telecom
- OAK (companie aeronautică) (aeronautică)

## D
- Dagsvyazinform
- Dalsvyaz Telecom

## E
- ER-Telecom
- EvrazHolding (siderurgie)

## G
- Gazprom (hidrocarburanți, gaz natural)
- Gazprom Media
- Gazprom Neft
- Gazprombank

## I
- International Industrial Bank
- IRKUT
- Irkutsk Energy
- Itera
- IZh (automobile)
- Izhevsk Mechanical Works

## L
- Lada (automobile)
- Lukoil (petrol)

## M
- Magnitogorsk Iron and Steel Works
- Mechel, companie specializată în producția de oțel
- MegaFon
- Metalloinvest, producător de oțel și de minereu de fier deținut de Alișer Usmanov
- MGTS
- Mobile TeleSystems
- Moskvitch (automobile)

## N
- Norilsk (siderurgie)
- North-West Telecom
- Novatek
- Novolipetsk Steel

## O
- OGK-3

## P
- PAVA
- Perwy kanal
- Petersburg Fuel Company
- Pharmacy Chain 36.6
- Polyus Gold

## R
- Rosneft (petrol)
- Rosoboronexport (export de armament)
- Rostelecom
- Rusal (aluminium)
- Russia Bank
- Russian Nanotechnology Corporation

## S
- Sberbank
- Severstal (siderurgie)
- Severstal-Avto
- S7 Airlines
- Siberian Coal Energy Company
- Sibirtelecom
- Sibneft (petrol)
- Sistema
- Southern Telecom
- Sovkomflot
- STS (post de televiziune)
- Sukhoi
- Surgutneftegaz
- Svyazinvest

## T
- Tatneft
- Tekhsnabexport
- TNK-BP
- Transneft
- Tupolev

## U
- Unified Energy System
- Uralkali, producător de potasiu
- Uralsvyazinform
- Uralvagonzavod
- UTair Aviation

## V
- Vneshekonombank
- Volga Telecom
- VSMPO-AVISMA
- VTB Bank

## Y
- Yuganskneftegaz

## Z
- ZIL (automobile)